# Linda Dégh
Linda Dégh (n. 18 de marzo de 1920 en Budapest, Hungría — 19 de agosto de 2014) fue una folklorista estadounidense de origen húngaro, especialista en el campo de las leyendas. 

## Biografía
Dégh nació el 18 de marzo de 1920 en Budapest. Estudió folklore en la universidad de Pázmány Peter de Budapest, donde se doctoró en etnografía en 1943. En 1942 apareció su primer trabajo, Cuentos de Pedro Pandur, una recopilación de cuentos populares anotados y comentados por ella.
Las primeras investigaciones de Dégh, realizadas en su país, se centraron en la relación entre el folklore urbano y el rural y las tradiciones populares relacionadas con la revolución húngara de 1848. Más tarde realizó trabajo de campo por toda Europa del Este, examinando las relaciones interétnicas y su huella en el folklore. 
Desde 1952 fue profesora en el departamento de folklore de la Universidad de Eötvös Loránd. En 1958 se casó con Andrew Vazsonyi, también folklorista, que colaboró con ella en varias de sus obras.
Su libro de 1962 Märchen, Erzähler und Erzählgemeinschaft, dargestellt an der ungarischen Volksüberlieferung recoge su trabajo con una comunidad de campesinos que fueron reubicados en el oeste de Hungría tras la Segunda Guerra Mundial. El libro fue traducido al inglés (Folktales and Society: Storytelling in a Hungarian Peasant Community, 1969) y es su obra más conocida en Estados Unidos. 
En 1964 recibió una invitación de la Universidad de Indiana, Bloomington, a la que se trasladó en calidad de profesor visitante. Tras un año de trabajo de campo, se convirtió en profesora titular del Instituto de Folklore de dicha universidad. En 1968 fundó la revista Indiana Folklore, desde la que impulsó un método novedoso de recogida, análisis e interpretación de las historias de tradición oral. Tras jubilarse, fue hasta su muerte profesora emérita de la Universidad de Indiana. 
Entre los trabajos de Dégh destacan sus aportaciones al estudio científico de las leyendas, y en especial de las que se encuentran activas en la actualidad, llamadas a menudo leyendas urbanas. Dégh analizó el papel de los medios de comunicación de masas en la difusión de estas historias y su relación con los miedos colectivos a la alienación, la globalización y la violencia.
Dégh continuó también en Estados Unidos sus investigaciones sobre las relaciones interétnicas, realizando sobre todo trabajo de campo con las comunidades estadounidenses de origen húngaro.

## Obras

### Libros
- Folktales of Hungary (1965)
- Folktales and Society: Story-Telling in a Hungarian Peasant Community (1969)
- The Dialectics of the Legend (con Andrew Vázsonyi) (1973)
- People in the Tobacco Belt: Four Lives (1975)
- American Folklore and the Mass Media (1994)
- Narratives in Society: A Performer-Centered Study of Narration (1995)
- Legend and Belief: Dialectics of a Folklore Genre (2001)

### Artículos
Dégh ha publicado unos 200 ensayos, entre artículos en revistas especializadas y contribuciones a libros colectivos. De ellos destacan por la influencia que han ejercido en su campo los siguientes:
- «Processes of Legend Formation», Laographia 23: 77-87 (1965).
- «Folk Narrative», en Folklore and Folklife, ed. Richard M. Dorson, pp. 53-84 (1972).
- «UFO's and How Folklorists Should Look at Them, Fabula 18 (3-4): 242-248 (1977).
- «Does the Word "Dog" Bite? Ostensive Action: A Means of Legend Telling» (con Andrew Vázsonyi), Journal of Folklore Research 20: 5-34 (1983).
- «What is the Legend after all?», Contemporary Legend 1: 11-38.

### En español
- «Leyenda y creencia» (con Andrew Vázsonyi), en Narrativa folklórica (I), ed. Martha Blache, pp. 24-56 (1994).
- «¿Qué es la leyenda, después de todo?», en Folklore urbano. Vigencia de la leyenda y los relatos tradicionales, ed. Martha Blache, pp. 19-65 (1999).